# Иммигрейшн-тауэр
Иммигрейшн-тауэр (Immigration Tower, 入境事務大樓) — 49-этажный гонконгский небоскрёб, расположенный в районе Ваньчай. Построен в 1990 году в стиле модернизма. Является башней-близнецом соседнего небоскрёба Ревеню-тауэр. Большая часть офисных помещений занята правительственными учреждениями (здесь базируются иммиграционный департамент Гонконга, транспортный департамент Гонконг, департамент водоснабжения Гонконга, казначейство, аудиторская комиссия Гонконга, трибунал по инсайдерским сделкам и подразделения комиссии по инновациям и технологиям). В результате пожара, случившегося 2 августа 2000 года на 13 этаже, 47 человек получили травмы и ожоги. 
Иммигрейшн-тауэр связан пешеходными мостами с соседним небоскрёбом Сентрал-плаза и оживлённой станцией метро Ваньчай. Здание ежедневно посещает множество людей, желающих получить визы или гонконгские удостоверения личности. Несколько этажей занимают архивы, хранящие данные о рождении, браке, смене фамилии и смерти всех гонконгцев. Также в здании расположен небольшой блок для задержанных нелегальных иммигрантов. На крыше небоскрёба установлен светодиодный дисплей с рекламой марки Philips (одна из самых больших реклам в Гонконге).
|       |      |      |
| Фасад | Вход | Мост |

Стеклянный фасад здания дважды сильно пострадал: в 1994 году во время мощного муссона он потерял около 50 стеклянных листов, а в 1999 году во время тайфуна «Йорк» Иммигрейшн-тауэр и Ревеню-тауэр вместе потеряли более 370 оконных стёкол. После этих инцидентов Гонконгский департамент архитектурных услуг значительно укрепил фасады всех трёх башен правительственного комплекса Ваньчая.    
У властей существуют планы переноса правительственного комплекса, расположенного по Глостер-роуд (Ревеню-тауэр, Иммигрейшн-тауэр и Ваньчай-тауэр), в Коулун или на Новые Территории, что позволит продать очень дорогую землю частным инвесторам под коммерческую застройку.